# FC Viktoria Plzeň
FC Viktoria Plzeň (celým názvem: Football Club Viktoria Plzeň) je český profesionální fotbalový klub, který sídlí v Plzni. V současné době hraje nejvyšší českou fotbalovou soutěž – Chance Ligu. Založen byl v roce 1911 pod názvem Sportovní klub Viktoria Plzeň a v roce 2011 oslavil 100 let existence. Během této doby několikrát změnil oficiální název, ale v roce 1993 se vrátil k přízvisku Viktoria.  Vzhledem k úspěchům posledních let můžeme řadit klub mezi ty momentálně nejlepší v rámci České republiky. Mezi největší rivaly Plzně patří AC Sparta Praha a SK Slavia Praha.
Největším klubovým úspěchem Viktorky, jak je klubu též přezdíváno, je šest mistrovských titulů ze sezon 2010/11, 2012/13, 2014/15, 2015/16,
2017/18 a 2021/22. Dříve bylo největším úspěchem třetí místo ze sezóny 1932/33. Mezi další klubové úspěchy patří dvě vítězství v českém Superpoháru (2011 a 2015). V sezoně 2009/10 získal klub i vítězství v domácím poháru a během dvou let tak zkompletoval všechny tři domácí trofeje.
Doposud největším mezinárodním úspěchem klubu je čtyřnásobná účast v základní skupině Ligy mistrů. V sezóně 2011/2012 se Viktoria utkala s týmy FC Barcelona, AC Milán a FK BATE, celkové třetí místo znamenalo přesun do Evropské ligy 2011/2012. V sezóně 2013/2014 přidělil los Viktorii jako soupeře FC Bayern Mnichov, Manchester City FC a CSKA Moskva. I tentokrát Viktorie postoupila ze třetího místa do jarní části Evropské ligy. V základní skupině se ocitla i v sezóně 2018/2019 a napotřetí obsadila třetí místo, čímž se na jaře přesunula do Evropské ligy. V sezóně 2022/2023 postoupila do skupinové fáze z druhého předkola a obsadila poslední nepostupové čtvrté místo.
Mezi nejslavnější osobnosti klubu se řadí držitel Zlatého míče UEFA Pavel Nedvěd či nejlepší brankář světa za rok 2005 Petr Čech. V sezóně 2023/24 obsadila opět 3. místo a tím bude hrát předkola Evropské Ligy UEFA pro další sezónu, v Evropské Konferenční Lize prošla přes předkola ve skupině uhrála všech 18 možných bodů když 2× porazila Astanu,Ballkani a Dinamo Záhřeb, v osmifinále v první zápase se Servette remizovala 0:0 nakonec v druhém zápasem prošla na penalty v součtu 4:2, ve čtvrtfinále v prvním zápase s Fiorentinou remizovala 0:0 a v druhém prohrála 0:2 po prodloužení

## Historie

### Vznik a raná léta klubu
Klub byl založen v roce 1911, jako SK Viktoria, úředníkem státních drah Jaroslavem Ausobským (*1883), který ho zaregistroval na příslušných úřadech pro fotbalisty amatérského kroužku Blesk. 27. srpna 1911 (ještě před oficiálním založením klubu) sehrál tým Viktorie první zápas. Nastoupil v červených dresech a modrých trenkách, v barvách typických pro klub i dnes. Zápas s Olympií Plzeň prohrál 3–7. Krátce po svém založení se klub přihlásil do Západočeské župy, kde působil až do změny stanov Československé fotbalové ligy. První vlastní hřiště získal klub až v roce 1920, když odkoupil hrací plochu na Královském náměstí (dnešní náměstí Míru) od konkurenčního SK Plzeň. O dva roky později vyhrál klub Západočeskou župu v rámci Mistrovství Českého svazu fotbalového 1922. Díky vítězství v regionální lize postoupila do Národního play-off, kde ale již ve čtvrtfinále nestačila na FC Hradec Králové a podlehla mu 0–9. Župní mistrovství západních Čech vyhrála Viktoria i v následujících 6 letech.
V roce 1929 klub přišel o hřiště, protože muselo ustoupit městské výstavbě, a tak si pronajal hřiště v Luční ulici. V tom samém roce rozhodla mimořádná členská schůze o vstupu Viktorie Plzeň do profesionálního fotbalu a klub tak přešel do II. profesionální ligy. Viktoria se této soutěže poprvé účastnila v sezoně 1929/30 a za účasti osmi klubů skončila sedmá. Hned v následující sezoně však skončila druhá, což při plánovaném rozšíření nejvyšší soutěže znamenalo postup.

### Počátky v nejvyšší soutěži
Po nedobrovolném stěhování do Luční ulice získalo vedení peníze na přestavbu zdejšího stadionu a ten byl slavnostně otevřen 11. května 1930. Díky novému stadionu získala Viktorka zázemí hodné špičky československé ligy. To se projevilo hned při první účasti v sezoně 1931/32, kterou tým dokončil na výborném 4. místě. Až do roku 1935 se Viktoria pohybovala v popředí tabulky (nejlepším výsledkem bylo třetí místo v sezóně 1932/33) a po Spartě a Slavii byla téměř nejlepším klubem. Díky čtvrtému místu ve Státní lize 1934/35 se dokonce kvalifikovala do Středoevropského poháru 1935, kde se utkala s italským Juventusem Turín. Po senzační domácí remíze 3–3 přišla prohra 1–5 na horké italské půdě. Přes brzké vyřazení se Viktorka dostala do celoevropského povědomí.
Po účasti ve Středoevropském poháru se však klub v tabulce domácí soutěže postupně propadal, což vyvrcholilo na konci ročníku 1937/38 prvním sestupem do nižší soutěže. Po roční odmlce se však Viktoria mezi elitu vrátila a s rozdělením soutěže na českou a slovenskou část jí povážlivě klesla konkurence. Přesto sestoupila ještě v sezoně 1941/42. Po návratu napřesrok se však vrátila v silnějším složení a přes velkou konkurenci vydržela v lize až do roku 1952.
Po náletu amerických letadel v dubnu 1945 a požáru v červnu téhož roku byl stadion Viktorie v Luční ulici zničen. Podařilo se jej však obnovit a funguje dodnes jako mládežnické a tréninkové centrum.

### Období nestálého názvu (1949–1993)
Neúspěšná snaha o návrat do nejvyšší soutěže trvala rovných 9 let. Během těchto let však došlo pro klub k velmi významné změně – v roce 1953 začala výstavba nového stadiónu na soutoku Mže a Radbuzy. Stadión byl otevřen o dva roky později, v roce 1955. Klub tak získal ve své době jeden z nejlepších stadiónů v republice, s kapacitou 35 000 diváků (7 600 sedících).
V roce 1961 se plzeňští fotbaloví fanoušci konečně dočkali, klub vybojoval postup do ligy. Pro novou sezónu 1961/62 byl jeho název změněn na TJ Spartak LZ Plzeň. Hlad plzeňských fanoušků po fotbale dokazují vysoké návštěvy z této sezóny, včetně historického rekordu 35 000 diváků z utkání s úřadujícími mistry z tehdy vynikajícího týmu Dukly Praha. V dubnu 1962 zavítal do Plzně k přátelskému utkání slavný brazilský klub Flamengo Rio de Janeiro. Viktorka (hrající pod hlavičkou Západočeského kraje) před 27 000 diváky slavně zvítězila 2–1, oba plzeňské góly vstřelil Stanislav Štrunc.
V 1. lize vydržel klub jen dvě sezóny, v roce 1963 Viktorka opět padá do 2. ligy. V roce 1965 přišla další změna názvu. Během působení ve 2. lize se klub přejmenoval na TJ Škoda Plzeň, přičemž tento název vydržel klubu 28 let. Klub znovu nahlédl do 1. ligy v sezónách 1967/68 a 1970/71, vždy však ihned zase sestoupil. Až v roce 1972 se klub dokázal po postupu udržet déle než 1 sezonu, a to solidních 8 let.
V roce 1971 nečekaně přišel jeden z největších úspěchů klubu v období 20. století. Viktorka v tehdejším Českém poháru (1971) přehrála všechny protivníky a celou soutěž vyhrála. Ve finále Československého poháru pak narazila na vítěze Slovenského poháru, kterým byl již jistý československý mistr Spartak Trnava. Ve dvou zápasech sice soupeři podlehla (1–2 a 1–5), ale díky startu svého soupeře v Poháru mistrů evropských zemí převzala právo vítěze Československého poháru startovat v Poháru vítězů pohárů.
Pro Viktorku to byl historicky první start v evropských pohárech UEFA, ovšem los prvního kola nebyl příliš milosrdný, když jí jako soupeře přisoudil Bayern Mnichov. Pro hráče však byl start proti slavnému soupeři velkým zážitkem. Viktorka na svého soupeře nestačila a ve dvou zápasech podlehla 0–1 a 1–6, ale zkušenosti získané ve dvojutkání jí pomohly k dlouhodobějšímu udržení se v československé nejvyšší soutěži. Střelcem jediného gólu západočeského klubu byl Ivan Bican.
Zajímavostí zůstává, že Viktorie, jako vítěz české části poháru, v paralelním ligovém ročníku sestoupila. Zpět se vrátila 1972/73 na již avizovaných osm sezon. Během tohoto období patřila Viktorka k ligovému průměru, často nad hranicí sestupu, což vyvrcholilo posledním místem a sestupem v sezoně 1979/80. Počínaje sezonou následující až do rozdělení 1. československé fotbalové ligy v roce 1993 odehrála Viktoria v 1. lize pouze 2 ročníky (1986/87 a 1988/89). V obou případech však z 15. místa opět sestoupila. V roce 1993 ještě došlo k poslední úpravě názvu klubu, který se po 43 letech vrátil k původnímu FC Viktoria Plzeň. Oproti původnímu názvu však již nešlo o Sportovní klub, ale o Fotbalový club.

### Léta vzestupů i pádů (1993–2008)
Po založení samostatné ligy do ní Viktoria (i díky snížené konkurenci) opět postoupila. Svou obnovenou prvoligovou premiéru zakončila na velmi dobrém 5. místě, což podpořilo velká očekávání v následujících letech. Opak však byl pravdou a Západočeši spadli do průměru. Po 15. místě v sezoně 1998/99 dokonce sestoupili do 2. ligy. Tam strávili sice jen jednu sezonu, ale to se bohužel dá říci i o působení v sezoně 2000/01 1. ligy, které zakončili na posledním 16. místě. Vliv na propad klubu měla i špatná politika klubu, která se skládala především z rychlého prodeje kvalitních hráčů do konkurenčních, zejména pražských, klubů. Jako příklad můžeme uvést odchovance Pavla Nedvěda a Petra Čecha, kteří oba zamířili do AC Sparta Praha.
Následující ročníky tak Plzeň hrála sice jen 2. ligu, ale i tak přinesly klubu významné pozitivní události. V letech 2002–2003 proběhla za podpory magistrátu rozsáhlá rekonstrukce stadionu ve Štruncových sadech, kdy se kapacita snížila na 7 425 míst. Klub se také transformoval na akciovou společnost a zároveň z 99% získal zahraničního vlastníka – italskou společnost Fotball EAST Ltd. 
Pro sezonu 2003/04 nakoukla Viktorka opět do nejvyšší soutěže, ale znovu to bylo jen pro jediný ročník. A tak ke stabilizaci klubu došlo až po návratu jeho vlastnictví do rukou české společnosti. V roce 2005 odkoupila klub Plzeňská sportovní a.s. Od této sezony působí Viktorka nepřetržitě v Gambrinus lize. Postupně se ze spodních pater dostala mezi nadprůměrné ligové kluby a zároveň se stala její stabilní součástí.

### Změna trenéra, majitele a cesta na vrchol (od roku 2008)

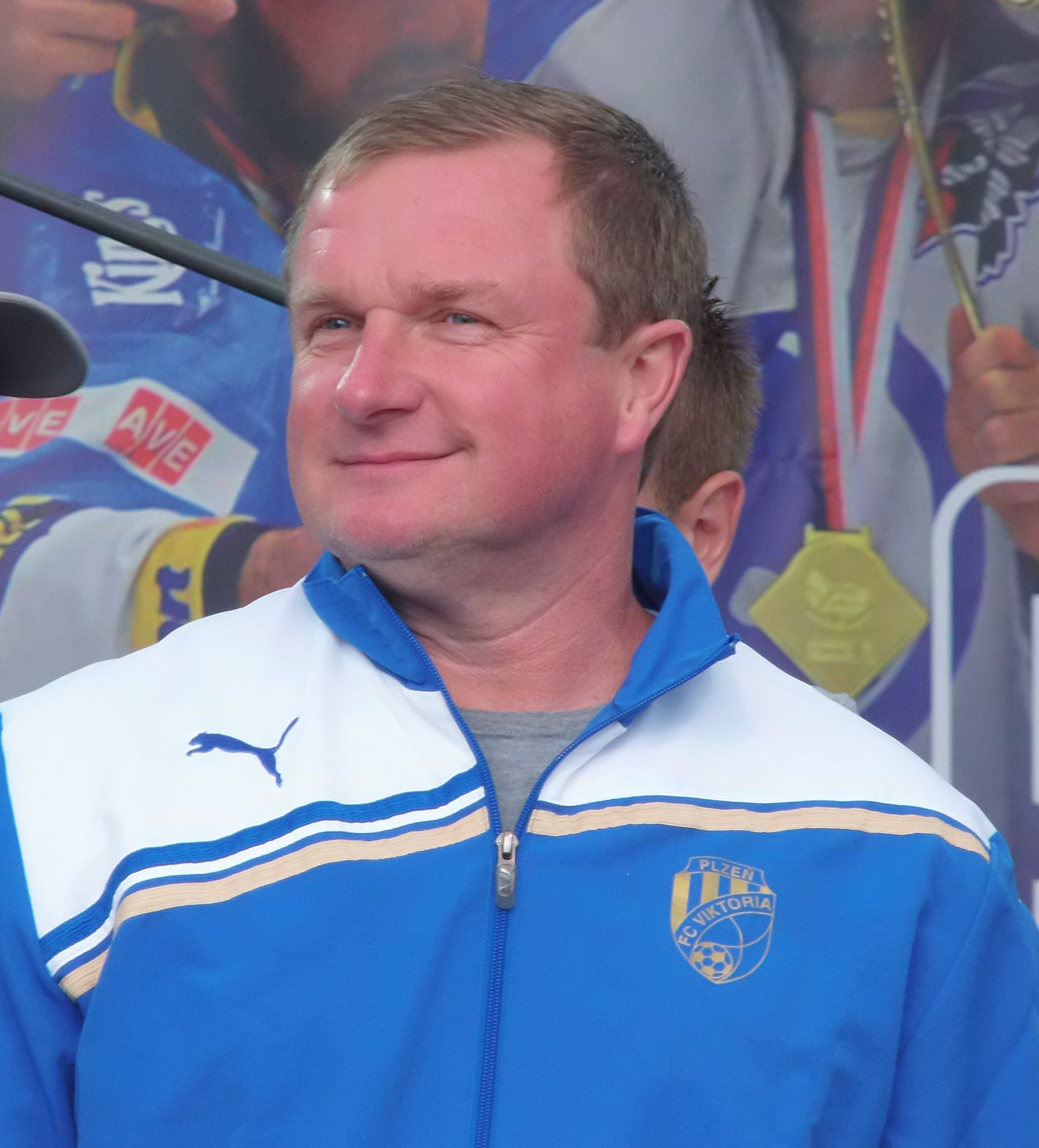
Trenér Pavel Vrba

Nejúspěšnější období historie klubu však mělo teprve přijít. V létě 2008 nejprve přichází trenér Jaroslav Šilhavý, který předtím zachránil SK Kladno v 1. lize. Ten zároveň se svým příchodem přivádí několik hráčů, kteří nepřečkali „fotbalové zemětřesení“ v AC Sparta Praha, jako byli Milan Petržela (v klubu již od zimy), Daniel Kolář, David Limberský, Jan Rezek nebo pozdější kapitán klubu Pavel Horváth. Právě tito hráči obstarali kostru nově vzniklého týmu. V říjnu 2008 je ale trenér Šilhavý odvolán (tým získal z prvních devíti zápasů v lize pouze jediné vítězství) a na jeho místo přichází z MŠK Žilina trenér Pavel Vrba. Ten v nové sezoně (2008/09) získal s týmem 8. místo, ale sympatický byl především herní projev, který vyprodukoval třetí nejvyšší počet vstřelených gólů v soutěži (45).

#### 2009/10 – Vítězství v domácím poháru
Jak důležitá je stabilizace kádru, ukázala hned následující sezona 2009/10. Kostra týmu zůstala neporušena, díky čemuž byla Viktoria rovným soupeřem i nejlepším klubům v nejvyšší soutěži. Se ziskem 48 bodů skončil tým na 5. místě tabulky. Největší úspěch sezony však přišel v národním poháru. Ve finále této soutěže narazili „viktoriáni“ na FK Baumit Jablonec (vicemistr ligy) a duel na stadiónu Sparty na Letné vyhráli 2–1. Po dlouhých 39 letech zvítězila Viktoria v některé z domácích soutěží a po stejné době se kvalifikovala do evropských pohárů, tentokrát do Evropské ligy. V srpnu 2010 pak koupila klub skupina investorů v čele s olomouckým podnikatelem Tomášem Paclíkem, který se zároveň s tím stal předsedou představenstva klubu. Tato změna klubu velmi prospěla, což se ukázalo již po několika měsících.

#### 2010/11 – Mistrovský titul po 100 letech
Plzeň startovala ve 3. předkole Evropské ligy 2010/11, kam jí los přisoudil velmi těžkého soupeře, a sice turecký Beşiktaş JK. Viktoria se však věhlasného soupeře nezalekla a ve dvojutkání předvedla velmi dobré výkony. Po velice smolné domácí remíze 1–1  přišla tentokrát smolná porážka na hřišti soupeře. Plzeň dohrávala bez dvou vyloučených hráčů a ani odvážný a aktivní výkon nezabránil porážce 0–3 a následnému vyřazení ze soutěže.
Byl to však pouze začátek období, které pro klub můžeme nazvat „životním“. Po remíze v úvodním kole Gambrinus ligy 2010/11 přišla série 11 vítězství v řadě, která neměla v historii klubu obdoby. Během této série dosáhla Viktoria obdivuhodného skóre 31–6 a vybudovala si zásadní náskok, který jí v konečném účtování stačil na jednobodový rozdíl oproti Spartě Praha. Celkový bodový zisk se zastavil na čísle 69; sedmdesát vstřelených gólů byl platný rekord samostatné české fotbalové ligy do sezóny 2018/19. Dne 21. května 2011 tak mohl kapitán Pavel Horváth poprvé ve stoleté historii klubu převzít trofej pro mistra Gambrinus ligy. Pro Viktorii, která v létě slavila výročí 100 let od založení klubu, měli hráči dva velmi hodnotné dary. Kromě mistrovského titulu i premiérový postup do kvalifikační části Ligy mistrů.
Soupiska mistrovského týmu (uvedeni jsou hráči, kteří v sezóně 2010/11 zasáhli aspoň do jednoho ligového utkání):
- Brankáři: Roman Pavlík (ještě v létě přišel z SK Kladno), Lukáš Krbeček (v zimě odešel na hostování do FC Zbrojovka Brno), Martin Ticháček
- Obránci: David Limberský, Miloš Brezinský, Jakub Navrátil (v zimě odešel do tureckého týmu Sivasspor), František Rajtoral, František Ševinský, David Bystroň, Aleš Neuwirth (v zimě přišel z FC Baník Ostrava), Tomáš Hájovský (na podzim 2010 hostoval v FC Hradec Králové)
- Záložníci: Pavel Horváth, Daniel Kolář, Petr Jiráček, Milan Petržela, Martin Fillo (v zimě přišel z norského klubu Viking FK), Petr Trapp (v zimě přišel z SK Slavia Praha), Tomáš Rada (v zimě odešel do tureckého týmu Sivasspor), Martin Hruška (na jaře odešel do slovenského klubu FC ViOn Zlaté Moravce), Martin Sladký, Vladimír Darida (v zimě odešel na hostování do FK Baník Sokolov), Filip Rýdel (na podzim odešel na hostování do FC Zbrojovka Brno), David Vaněček (ještě v létě odešel na hostování do FK Sezimovo Ústí)
- Útočníci: Marek Bakoš, Michal Ďuriš, Jan Rezek, David Střihavka (v zimě odešel na hostování do nizozemského mužstva Willem II Tilburg), Bogdan Milić (ještě v létě přišel z ruského celku Křídla Sovětů Samara), Libor Žůrek (v zimě odešel do slovenského týmu 1. FC Tatran Prešov), Michael Krmenčík
- Trenér: Pavel Vrba

Již 1. dubna 2011, ještě před skončením ligového ročníku, byla zahájena velká rekonstrukce stadionu ve Štruncových sadech. Byly odstraněny nevyhovující tribuny na severu, východě a jihu, zachována zůstala pouze hlavní tribuna na západě. Hřiště přestala lemovat atletická dráha, samotná hrací plocha byla posunuta o 18 metrů blíže hlavní tribuně. Během podzimu vyrostly na severu, východě i jihu nové, moderní tribuny, součástí rekonstrukce byly i nezbytné úpravy okolí stadionu. Kapacita stadionu se díky přestavbě zvýšila na 11 700 diváků. I během rekonstrukce hrála Viktorie své ligové zápasy doma, přičemž diváci měli přístup pouze na hlavní tribunu. Utkání evropských pohárů pak Viktorie hrála v pražském Edenu. Rekonstruovaný stadion otevřelo domácí pohárové utkání se Schalke 04 dne 16. února 2012.

#### 2011/12 – Liga mistrů
Sezóna 2011/12 začala pro Viktorii 2. předkolem Ligy mistrů, kde jako český mistr startovala. Soupeřem byl arménský mistr FC Pjunik Jerevan, který kvalit českého mužstva nedosahoval. Favorizovaná Plzeň nedala svému soupeři šanci a porazila ho ve dvou zápasech 4–0 a 5–1, když se celkem 4 góly blýskl Marek Bakoš. Poté čekal plzeňský klub český Superpohár, ve kterém v minulé sezoně podlehla Spartě Praha. Tentokrát o něj bojovala s vítězem národního poháru, kterým byla FK Mladá Boleslav. Vítězstvím 2–1 na penalty zkompletovala Viktoria během 14 měsíců celou trojici velkých domácích trofejí.

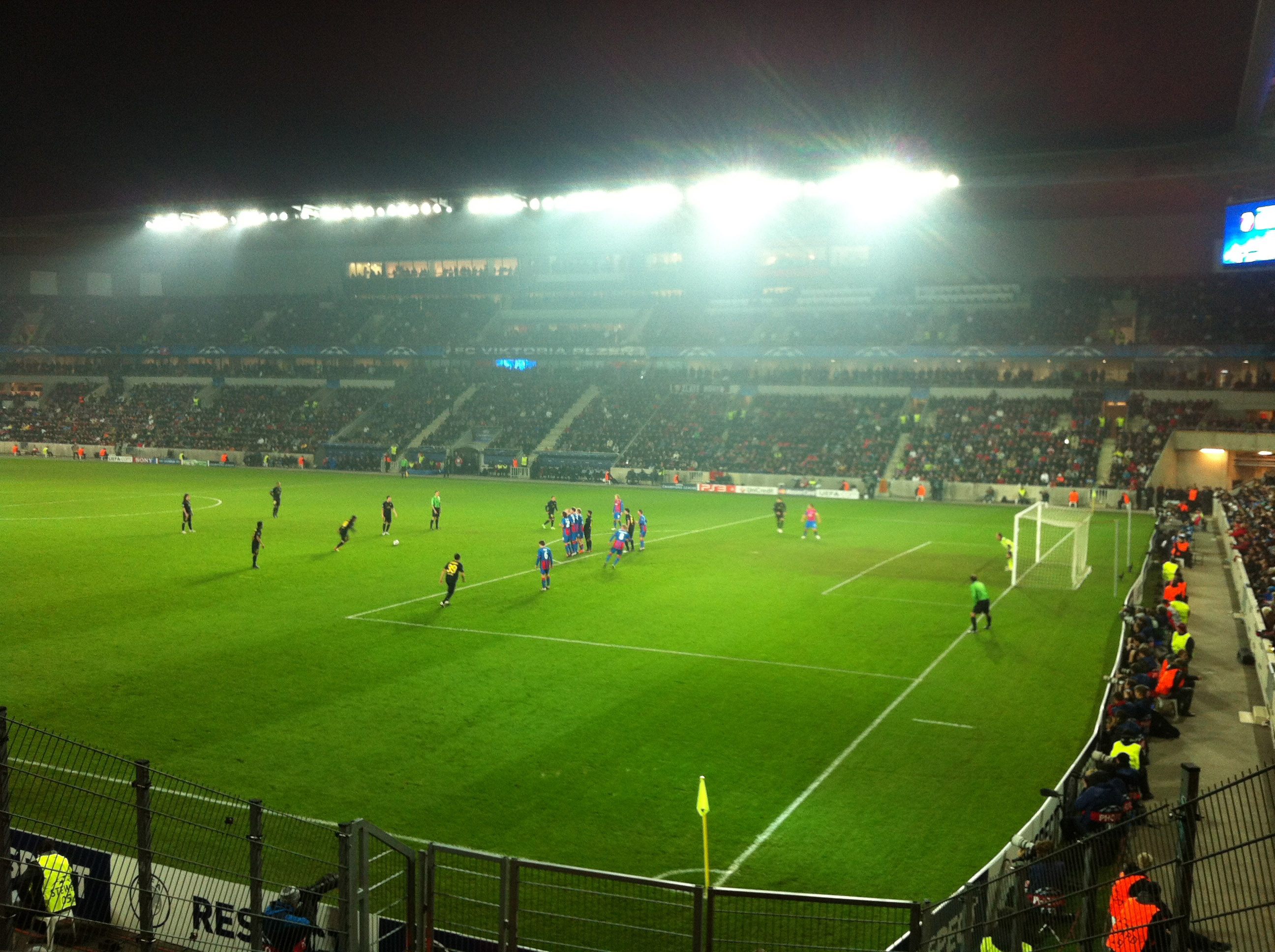
FC Viktoria Plzeň při zápase proti FC Barcelona v rámci Ligy mistrů 2011/12

Po úspěších z úvodu sezony přišla první velká zkouška v podobě 3. předkola Ligy mistrů proti norskému mistru Rosenborg BK. Jenže již v prvním zápase Viktoria odvezla z Norska výhru 1–0  a po domácí výhře 3–2  mohla slavit postup do 4. předkola a jistotu „evropského podzimu“ (i v případě neúspěchu by hrála Evropskou ligu).
Ani rozpačitý start do nového ligového ročníku 2011/12 tak příliš nemohl pokazit euforii šířící se v táboře viktoriánů. Ve 4. předkole Ligy mistrů čekal tým dánský mistr FC København, který byl před dvojutkáním považován za velkého favorita. Poté, co Viktoria vyhrála v Kodani 3–1, bylo však o postupujícím téměř rozhodnuto, což nezměnil ani odvetný zápas v pražském Edenu. Ten Plzeň vyhrála 2–1 a s bilancí šesti výher postoupila jako třetí český klub v historii do základní skupiny Ligy mistrů. Následný los jí přisoudil hvězdné soupeře v podobě evropských gigantů FC Barcelona a AC Milán, které doplnil ambiciózní FK BATE. Viktoria v této skupině získala 5 bodů a ze třetího místa postoupila do jarní části Evropské Ligy UEFA, kde jí byl za šestnáctifinálového soupeře přidělen celek Schalke 04. Po domácí remíze 1–1 dokázala uhrát stejný výsledek v základní hrací době i na hřišti slavného soupeře, v jehož sestavě se nacházel například bývalý útočník Realu Madrid Raúl González. Oslabena o dva hráče však v prodloužení dvakrát inkasovala a prohrála 1–3 (a dvojzápas tedy poměrem 2–4). Všechny góly Schalke vstřelil Klaas-Jan Huntelaar.
Po vypadnutí z Evropské ligy se Viktoria soustředila na ligu a přes velkou ztrátu, kterou měla na začátku jara na vedoucí Spartu, nechybělo mnoho, a Viktorii by se zdařila obhajoba titulu. K tomu potřebovala v posledním kole vyhrát v Liberci. Utkání však skončilo bezbrankovou remízou, titul tak získal FC Slovan Liberec. Viktoria skončila celkově třetí za Libercem a Spartou. Toto umístění jí zajistilo účast ve 2. předkole Evropské ligy v následující sezóně.

#### 2012/13 – Osmifinále Evropské ligy a druhý mistrovský titul

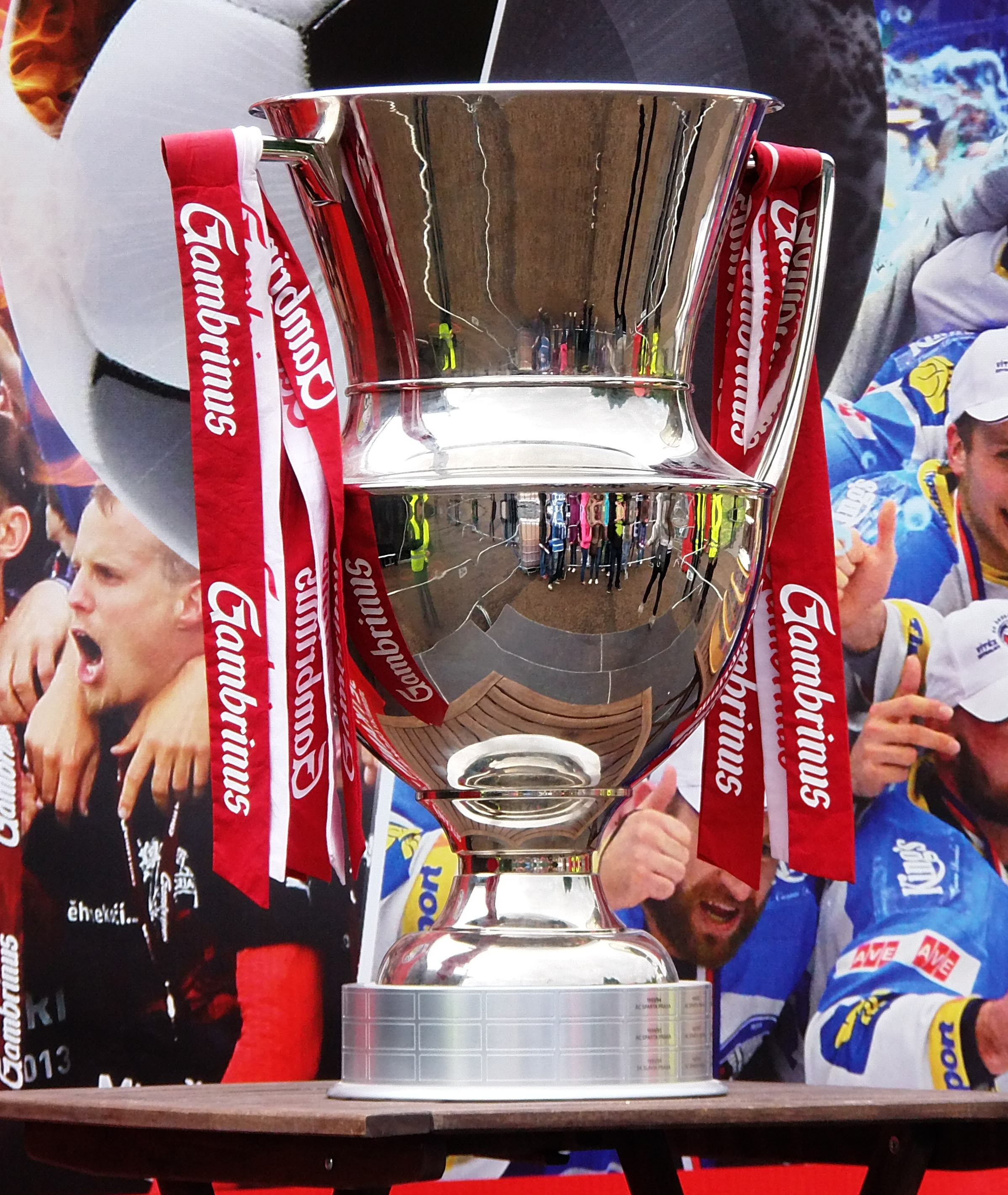
Pohár pro vítěze Gambrinus ligy putoval v sezóně 2012/13 do Plzně

Viktoria byla úspěšná v bojích o evropské poháry i v sezóně 2012/13. Nejprve ve 2. předkole Evropské ligy vyřadila gruzínský FC Metalurgi Rustavi, následně ve 3. předkole polský Ruch Chorzów a nakonec v play-off belgický KSC Lokeren. Viktoria si tak zajistila účast v základní skupině Evropské ligy 2012/13. Zde skončila se 13 body na prvním místě před obhájcem trofeje Atléticem Madrid, s nímž společně postoupila do vyřazovací části. V šestnáctifinále vyřadila poněkud senzačním celkovým skóre 5–0 italský celek SSC Neapol (tou dobou druhý tým italské Serie A) po výsledcích 3–0 venku a 2–0 doma. V osmifinále pak nestačila na turecký klub Fenerbahçe Istanbul, zejména první domácí zápas byla horším týmem (prohra 0–1). Odvetný zápas už byl vyrovnanější a skončil remízou 1–1, která Fenerbahçe stačila na postup do čtvrtfinále.
V Gambrinus lize se Viktorka pohybovala celou sezónu v popředí tabulky. Do čela se poprvé dostala v sedmém kole, když doma porazila Spartu 1–0 díky sporné penaltě nařízené po nafilmovaném pádu Limberského. Mezi osmým a jedenáctým kolem se ovšem Viktorka potýkala s menší krizí, tři remízy a prohra znamenaly pád na čtvrté místo tabulky. Následovalo ovšem pět výher v řadě, včetně těžkých utkání na Slavii a v Liberci. Po podzimu tak vedla Viktorka tabulku o dva body před Jabloncem, tři body ztrácela Sparta. Jablonec v zimě prodal své klíčové hráče nejbližším konkurentům, David Lafata zamířil do Sparty  a Jan Kovařík do Plzně. Na jaře proto začal rychle ztrácet a boj o titul se zúžil na Viktorku a Spartu. Před vzájemným utkáním v Praze na Letné ve 20. kole měla Viktorka tříbodový náskok. Sparta ovšem domácí duel vyhrála po velmi dobrém výkonu 1–0 a na Viktorku se bodově dotáhla. V následujících kolech pokračovaly bodové dostihy. První zaváhala Sparta, která v 25. kole jen remizovala doma s Jihlavou 2–2. Poté, co v následujícím kole Sparta prohrála 0–2 v Liberci, zvýšil se náskok Viktorky už na pět bodů. Viktorka ovšem v následujícím kole prohrála doma se Slavií 0–1 a její náskok se opět smrskl na dva body. Rozhodující se tak ukázalo 28. kolo. Viktorka vyhrála 1–0 v Olomouci, zatímco Sparta prohrála 2–3 v Brně. Pětibodový náskok se dvě kola před koncem soutěže ukázal jako rozhodující. Viktorka sice prohrála doma s ve výborné formě hrajícím Libercem 1–2, v posledním kole ovšem vyhrála na hřišti již jistě sestupujícího Hradce Králové přesvědčivě 3–0 a v konečné tabulce předčila Spartu o dva body. Kapitán Viktorky Pavel Horváth tak mohl podruhé v historii převzít do rukou mistrovský pohár.
Soupiska mistrovského týmu (uvedeni jsou hráči, kteří v sezóně 2012/13 zasáhli aspoň do jednoho ligového utkání):
- Brankáři: Matúš Kozáčik, Petr Bolek
- Obránci: David Limberský, Marián Čišovský, Václav Procházka, František Rajtoral, Radim Řezník, Lukáš Hejda, František Ševinský (v zimě přestoupil do FK Mladá Boleslav)
- Záložníci: Pavel Horváth, Vladimír Darida, Daniel Kolář, Jan Kovařík (přišel v zimě z FK Baumit Jablonec), Martin Fillo (na podzim hostoval v FK Mladá Boleslav), David Štípek, Marek Hanousek, Martin Zeman, Edgar Malakjan (v zimě odešel na hostování do SK České Budějovice)
- Útočníci: Marek Bakoš, Michal Ďuriš, Stanislav Tecl (přišel v zimě z FC Vysočina Jihlava), Roman Adamov (přišel v létě z ruského FK Rostov), Jakub Hora (v zimě odešel na hostování do SK České Budějovice), Matěj Končal, Daniel Černý
- Trenér: Pavel Vrba

#### 2013/14 – Podruhé v Lize mistrů
Zisk ligového titulu v předcházející sezóně znamenal pro Viktorii možnost podruhé v historii bojovat o postup do lukrativní Ligy mistrů. Ve druhém předkole ročníku 2013/14 ji čekal bosenský tým FK Željezničar Sarajevo. V Plzni se urodil divoký výsledek 4–3. V odvetě v Sarajevu se Viktoria už v páté minutě ujala vedení, ve dvacáté první minutě však přišla o vyloučeného obránce Václava Procházku a zbytek zápasu musela hrát v deseti. Po devíti minutách však Milan Petržela přidal druhý gól a i když Željezničar ještě do poločasu snížil, na víc se již nezmohl. Po výhře 2–1 si Viktoria hodně oddychla. Ve třetím předkole si pak hladce poradila s estonským celkem JK Nõmme Kalju po výsledcích 4–0 v Estonsku a 6–2 doma v Plzni. Hattrickem se před domácími fanoušky blýskl kapitán Pavel Horváth. Ve 4. předkole (play-off) přidělil los Viktorii sebevědomý slovinský celek NK Maribor. Zápas v Plzni skončil výhrou 3–1, když v poslední minutě vstřelil důležitý třetí gól Michal Ďuriš. Viktoria výborně zvládla i odvetu na horké slovinské půdě. Již ve třetí minutě se trefil Stanislav Tecl a na výsledku 1–0 pro Plzeň se až do konce zápasu nic nezměnilo. Viktoria tak po dvou letech opět pronikla mezi elitní evropské fotbalové týmy, do skupinové fáze Ligy mistrů.
V základní skupině D Ligy mistrů narazila Viktoria na obhájce titulu FC Bayern Mnichov, ruské CSKA Moskva a anglický Manchester City FC. Viktoria nakonec v dramatickém posledním zápase, jenž byl zároveň přímým soubojem o třetí místo v tabulce, dokázala ruského mistra na půdě Doosan Areny porazit 2–1 a se ziskem 3 bodů postoupila ze třetího místa do jarních vyřazovacích bojů Evropské ligy 2013/14.
Utkání s CSKA Moskva bylo zároveň posledním zápasem, ve kterém mužstvo vedl jako hlavní kouč Pavel Vrba. Přijal totiž nabídku vedení FAČR trénovat od 1. ledna 2014 český reprezentační A-tým. Novým trenérem Viktorie se stal Dušan Uhrin mladší.
Pro únorové šestnáctifinále Evropské ligy přiřkl los Viktorii jako soupeře silný ukrajinský celek FK Šachtar Doněck. Představitelé týmu plného Brazilců se netajili ambicemi celou soutěž vyhrát (to se Šachtaru povedlo již v sezóně 2008/09). Viktoria však doma remizovala 1–1 a na Ukrajině šokovala soupeře výhrou 2–1 po velmi obětavém výkonu. Viktoria tak po roce znovu slavila postup do osmifinále Evropské ligy. Tam Plzeň změřila síly s francouzským celkem Olympique Lyon. V Lyonu viktoriáni podlehli 1–4. Postup se jevil nereálný. V domácí odvetě ale mužstvo předvedlo diametrálně odlišný výkon. Viktoria sice prohrávala 0–1 gólem Bafétimbi Gomise z konce prvního poločasu, ale ve druhém poločase skóre otočila, soupeře dostala pod tlak a nakonec vyhrála 2–1 (střelci gólů Kolář a Tecl). V tomto utkání nastoupil poprvé v základní sestavě Viktorie záložník Patrik Hrošovský. Plzeň sice vypadla z Evropské ligy, ale i díky ní a výkonu Liberce bude mít Česká republika od sezony 2014/15 dva zástupce v předkolech Ligy mistrů.
V lize skončila Viktoria tentokrát druhá za suverénní Spartou Praha. Ta si již na podzim vybudovala na čele tabulky pětibodový náskok právě před Plzní. Viktorii pak vůbec nevyšel březnový vzájemný zápas v Praze na Letné, kdy viktoriáni vinou své nedisciplinovanosti obdrželi dvě červené karty. Sparta domácí zápas vyhrála 1–0, zvýšila svůj náskok v tabulce na 8 bodů a víceméně tak předčasně rozhodla souboj o titul. Ani v domácím poháru se Viktoria trofeje nedočkala, ve finále podlehla po penaltovém rozstřelu Spartě. Viktoria dlouho vedla, v závěru se chyby dopustil Milan Petržela, když v pokutovém území vložil do centru ruku, a Sparta z penalty srovnala na 1–1. V penaltovém rozstřelu pak Petržela v rozhodující chvíli znovu selhal.

#### 2014/15 – Podzim bez evropských pohárů, třetí titul
Začátek sezóny se Viktorii příliš nevydařil. V Superpoháru podlehla týmu AC Sparta Praha na Letné 0–3 (pro Viktorii šlo již o třetí prohru se Spartou v řadě za sebou – po jarních prohrách v lize a ve finále Poháru FAČR), v úvodním kole ligy jen remizovala v Příbrami 2–2. Ve 3. předkole Evropské ligy 2014/15 čekal Viktorii rumunský klub FC Petrolul Ploiești. Zápas v Rumunsku skončil nadějnou remízou 1–1, domácí odvetu však Viktorie vůbec nezvládla a po porážce 1–4 se musela pro tuto sezónu s evropskými poháry rozloučit.

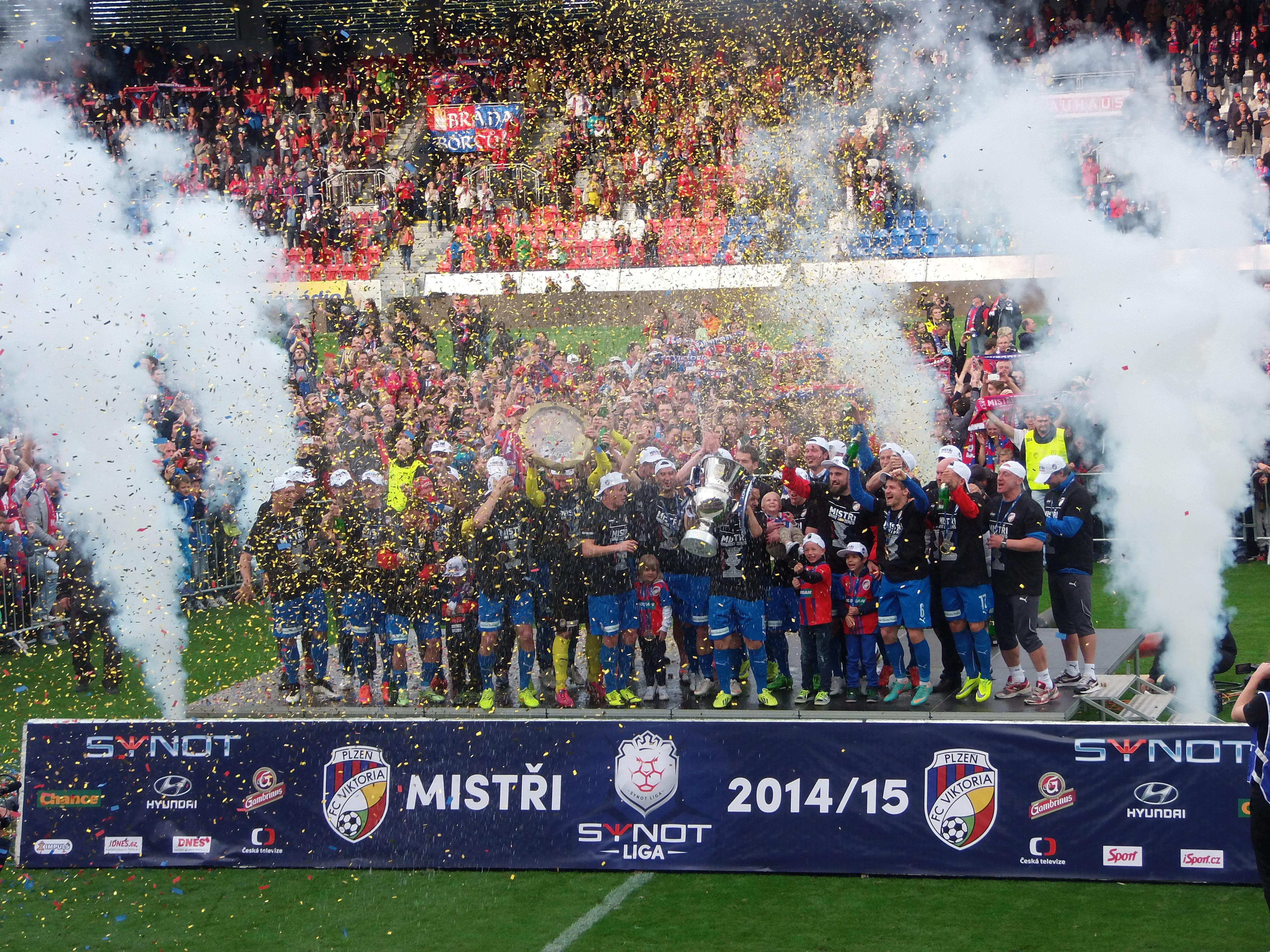
Viktoria Plzeň – mistr Synot ligy 2014/15

V důsledku vyřazení z evropských pohárů byl odvolán trenér Dušan Uhrin mladší a tým převzal Miroslav Koubek. Pod jeho vedením tým sice v prvním zápase smolně prohrál na Slávii 0–1, ale hned po dalším kole se Plzeň dostala do čela ligy a tuto pozici již až do konce sezóny neopustila. Pro vývoj ligy byl důležitý především duel 13. kola, kdy Viktoria v domácím prostředí porazila Spartu 2–0 góly Lukáše Hejdy a Tomáše Hořavy. Sparta se v tomto duelu v podstatě k ničemu nedostala, o dominanci viktoriánů svědčí mimo jiné poměr střel na branku – 10:0. Následovala však prohra v Jihlavě a Sparta se opět dotáhla na rozdíl jediného bodu. Tento rozdíl se již do konce podzimní části sezóny nezměnil.
V zimní pauze Viktorie přivedla do týmu bosenského kanonýra Aidina Mahmutoviče z FK Teplice. Další přestupovou akvizicí z téhož klubu byl Egon Vůch, který však byl v Teplicích ponechán do konce sezóny na hostování.
Do jarní části sezóny vstupovali tedy viktoriáni s minimálním náskokem na rivaly z Letné. Ovšem zatímco Viktorie na jaře vyhrávala jeden zápas za druhým, Sparta klopýtala. Po 24. kole byl náskok Viktorie na čele tabulky již šestibodový a zdálo se, že viktoriáni si bez větších problému dokráčí pro titul. Nečekaná prohra 1–2 v domácím zápase s Mladou Boleslaví však znamenala snížení náskoku na tři body a pro Spartu možnost se v případě výhry ve vzájemném zápase na Letné v 27. kole bodově se na Plzeň dotáhnout. Duel obou adeptů na titul však i podruhé v sezóně patřil Viktorii, která díky gólům Jana Holendy a Romana Hubníka vyhrála stejně jako na podzim 2–0. Tři body z následujícího domácího zápasu s Jihlavou pak Viktorii definitivně zajistily třetí mistrovský titul během pěti let.
Titul viktoriáni věnovali svému nemocnému spoluhráči Mariánu Čišovskému. Tomu byla v průběhu sezóny diagnostikována vážná nemoc, pravděpodobně amyotrofická laterální skleróza (konkrétní diagnóza však nebyla oficiálně zveřejněna).
Soupiska mistrovského týmu (uvedeni jsou hráči, kteří v sezóně 2014/15 zasáhli aspoň do jednoho ligového utkání):
- Brankáři: Matúš Kozáčik, Petr Bolek
- Obránci: Lukáš Hejda, Roman Hubník, David Limberský, Radim Řezník, Václav Procházka, Jan Baránek ml. (přišel v zimě z FC Baník Ostrava), František Rajtoral
- Záložníci: Václav Pilař, Tomáš Hořava, Pavel Horváth, Milan Petržela, Patrik Hrošovský, Jan Kovařík, Ondřej Vaněk, Daniel Kolář
- Útočníci: Stanislav Tecl, Jan Holenda (přišel na podzim jako volný hráč z ruského klubu FK Rostov), Marek Bakoš (v zimě odešel do FC Slovan Liberec), Aidin Mahmutović (přišel v zimě z FK Teplice), Jan Chramosta
- Trenér: Dušan Uhrin ml., Miroslav Koubek

#### 2015/16 – Čtvrtý titul a rekordní série výher
Sezónu 2015/16 zahájila Viktoria vítězstvím v českém Superpoháru, když na domácím hřišti porazila FC Slovan Liberec 2–1 zásluhou gólů Tomáše Hořavy a Daniela Koláře. V úvodním ligovém utkání vyhrála Plzeň nad Slavii Praha 2:1. Následně porazila i v první zápase 3. předkola Ligy mistrů UEFA izraelský tým Maccabi Tel Aviv FC na jeho půdě 2:1. Poté však Viktorka prohrála na hřišti pražské Dukly ve 2. kole 0:1 a nevydařila se jí ani odveta proti Maccabi, kterému klub podlehl 0:2 a vypadl. Mužstvu se nevedlo ani v dalších ligových zápasech a po čtyřech kolech mělo na svém kontě pouze pět bodů. Špatný start do ročníku odnesl trenér Miroslav Koubek, kterého vedení 16. 8. 2015 společně s celým realizačním týmem odvolalo. Na lavičku Plzně usedl asistent reprezentačního kouče Karel Krejčí, který si zvolil za asistenty Zdeňka Bečku, Pavla Horvátha a Martina Ticháčka, jenž se stal trenérem brankářů. První ostrou prověrkou byly pro nové kouče utkání 4. předkola Evropské ligy UEFA proti mužstvu ze Srbska, FK Vojvodina Novi Sad. Plzeň po výhrách doma 3:0 a venku 2:0 postoupila do skupinové části Evropské ligy. Viktorka byla nalosována do skupiny E, kde se tým střetl s SK Rapid Wien (Rakousko), Villarreal CF (Španělsko), FK Dinamo Minsk (Bělorusko). V konfrontaci s těmito mužstvy klub skončila na třetím nepostupovém místě. Po prohře 0:1 na půdě Zbrojovky Brno tým vyhrál šestnáct ligových zápasů v řadě, čímž mužstvo překonalo o jednu výhru rekord Sparty Praha z ročníku 2009/10. 30. dubna 2016 tým získal po výhře 2:0 nad Baníkem Ostrava tři kola před koncem čtvrtý mistrovský titul, Západočeši dokázali poprvé v historii obhájit titul z předešlé sezony.
Soupiska mistrovského týmu (uvedeni jsou hráči, kteří v sezóně 2015/16 zasáhli aspoň do jednoho ligového utkání):

- Brankáři: Petr Bolek, Matúš Kozáčik
- Obránci: Jan Baránek ml., Lukáš Hejda, Roman Hubník (na podzim hostoval v SK Sigma Olomouc), David Limberský, Aleš Matějů, Václav Procházka (v zimě odešel do tureckého Osmanlısporu), František Rajtoral, Radim Řezník
- Záložníci: Tomáš Hořava, Patrik Hrošovský, Daniel Kolář, Jan Kopic, Jan Kovařík, Tomáš Kučera (v zimě odešel na hostování do FC Vysočina Jihlava), Milan Petržela, Ondřej Vaněk, Egon Vůch (v zimě odešel na hostování do FC Slovan Liberec)
- Útočníci: Michal Ďuriš, Pavel Fořt (přišel na jaře na hostování z TJ Jiskra Domažlice), Jan Holenda, Michael Krmenčík (na podzim hostoval v FK Dukla Praha), Aidin Mahmutović (v zimě odešel na hostování do SK Sigma Olomouc),
- Trenér: Miroslav Koubek, Karel Krejčí

#### 2017/2018 – Pátý titul
V sezóně 2017/18 získala Viktoria svůj pátý titul. K tomu jí pomohl především skvělý podzim, ve kterém vytvořila rekord vítězných zápasů.

#### 2021/2022 – Šestý titul
Po pátém místě z předchozí sezóny se s Viktorií po delší době přestalo počítat jako s jedním z hlavních kandidátů na titul. Od začátku sezóny se však držela v popředí tabulky, mezi 10. a 12. kolem ligu dokonce vedla, než jí po vzájemném zápase v Edenu sesadila z 1. místa mistrovská Slavia. Zápas se Viktorii vůbec nevydařil, její hráči obdrželi hned tři červené karty a oslabený tým prohrál 0–2. Od té doby až do konce soutěže pokračovaly mezi Slavií a Viktorií bodové dostihy, oba týmy ztrácely jen minimálně, zatímco ostatní týmy klopýtaly více. Jarní vzájemný duel obou týmů v Plzni skončil smírem 1–1, což vzhledem k tabulce nic neřešilo.  
Po základní části ztrácela Viktoria na vedoucí Slavii jeden bod, zatímco třetí Sparta již bodů 7. Slavie však hned v 1. kole nadstavbové části podlehla 3–4 v Mladé Boleslavi hrajícímu Hradci Králové, zatímco Viktoria porazila Slovácko 3–1 a ujala se tak před vzájemným zápasem v pražském Edenu vedení v tabulce. Vyhecovaný duel skončil remízou 1–1, když oba góly padly z penalt v nastaveném čase druhé půle: Slavia se nejprve ujala vedení, Viktoria ale stihla vyrovnat, klíčovou penaltu proměnil Jean-David Beauguel. Viktoria vedení v tabulce již nepustila, po výhrách nad Spartou 3–0 a v Boleslavi nad Hradcem Králové 2–0 mohla slavit titul již kolo před koncem, neboť Slavie v souběžně hraném zápase jen remizovala v Ostravě a náskok Viktorie tak narostl na nedostižné 4 body.

### Historické názvy
- 1911 – SK Viktoria Plzeň (Sportovní klub Viktoria Plzeň)
- 1949 – Sokol Škoda Plzeň
- 1952 – Sokol ZVIL Plzeň (Sokol Závody Vladimíra Iljiče Lenina Plzeň)
- 1953 – DSO Spartak LZ Plzeň (Dobrovolná sportovní organizace Spartak Leninovy závody Plzeň)
- 1962 – TJ Spartak LZ Plzeň (Tělovýchovná jednota Spartak Leninovy závody Plzeň)
- 1965 – TJ Škoda Plzeň (Tělovýchovná jednota Škoda Plzeň)
- 1993 – FC Viktoria Plzeň (Football Club Viktoria Plzeň, a.s.)

### Seznam trenérů
| - Rudolf Krčil (1963–65) - Vlastimil Chobot (1965–68) - Karel Kolský (1968–70) - Jiří Rubáš (1970–75) - Tomáš Pospíchal (1975–77) - Jaroslav Dočkal (1977–78) - Svatopluk Pluskal (1978–80) - Josef Žaloudek (1980) - Jan Fábera (1980–81) - František Plass (1981–84) - Zdeněk Michálek – poprvé (1984) - Jiří Rubáš – podruhé (1984–86) - Václav Rys (1986–87) - Zdeněk Michálek – podruhé (1987–89) - Jiří Lopata (1989–92) - Jaromír Mysliveček (1992–93) - Zdeněk Michálek – potřetí (1993–95) - Jaroslav Hřebík (1995–96) - Antonín Dvořák (1996–97) - Petr Uličný (1997–99) - Milan Šíp (1999) | - Luboš Urban (1999–2000) - Miroslav Koubek (2000–01) - Petr Rada (2001–02) - Zdeněk Michálek – počtvrté (2002–03) - František Cipro (2003–04) - Martin Pulpit (2004–05) - Zdeněk Michálek – popáté (2005–06) - František Straka (2006) - Michal Bílek (2006) - Stanislav Levý (2006–08) - Karel Krejčí (2008) - Jaroslav Šilhavý (2008) - Pavel Vrba (2008–13) - Dušan Uhrin ml. (2013–14) - Miroslav Koubek – podruhé (2014–15) - Karel Krejčí – podruhé (2015–16) - Roman Pivarník (2016–17) - Zdeněk Bečka (2017) - Pavel Vrba – podruhé (2017–19) - Adrián Guľa (2019–21) - Michal Bílek – podruhé (2021–23) - Miroslav Koubek – potřetí (2023) |

## Soupiska
| #  | Pozice | Hráč              |
| -- | ------ | ----------------- |
| 2  | O      | Lukáš Hejda       |
| 3  | O      | Svetozar Marković |
| 5  | O      | Karel Spáčil      |
| 6  | Z      | Lukáš Červ        |
| 9  | Z      | Denis Višinský    |
| 10 | Z      | Jan Kopic         |
| 11 | Ú      | Matěj Vydra       |
| 13 | B      | Marián Tvrdoň     |
| 14 | O      | Merchas Doski     |
| 15 | B      | Matyáš Šilhavý    |
| 16 | B      | Martin Jedlička   |
| 17 | U      | Rafiu Durosinmi   |
| 18 | Ú      | Tomáš Ladra       |
| 19 | Z      | Cheick Souaré     |

| #  | Pozice | Hráč               |
| -- | ------ | ------------------ |
| 20 | Z      | Jiří Maxim Panoš   |
| 21 | O      | Václav Jemelka     |
| 22 | O      | Jan Paluska        |
| 24 | O      | Milan Havel        |
| 29 | Z      | Tom Slončík        |
| 32 | Z      | Matěj Valenta      |
| 37 | Ú      | Christophe Kabongo |
| 40 | O      | Sampson Dweh       |
| 44 | B      | Florian Wiegele    |
| 72 | Ú      | James Bello        |
| 80 | Ú      | Prince Kwabena Adu |
| 85 | Z      | Adrian Zeljković   |
| 99 | Z      | Amar Memić         |

### Změny v kádru v letním přestupovém období 2025-2026
| Příchody |           |                  |     |                            |                    |
| Poz.     | Nár.      | Hráč             | Věk | Odkud přišel               | Typ                |
| Ú        | Česko     | Tomáš Ladra      | 28  | FK Mladá Boleslav          | přestup            |
| Z        | Česko     | Denis Višinský   | 22  | FC Slovan Liberec          | přestup            |
| Z        | Slovinsko | Adrian Zeljković | 22  | FC Spartak Trnava          | přestup            |
| O        | Česko     | Karel Spáčil     | 22  | FC Hradec Králové          | návrat z hostování |
| Z        | Česko     | Tom Slončík      | 20  | FC Hradec Králové          | návrat z hostování |
| Ú        | Brazílie  | Ricardinho       | 24  | Maccabi Haifa              | návrat z hostování |
| B        | Rakousko  | Florian Wiegele  | 24  | Grazer AK                  | návrat z hostování |
| Ú        | Francie   | Idjessi Metsoko  | 23  | ŠK Slovan Bratislava       | návrat z hostování |
| O        | Česko     | Václav Míka      | 25  | SK Dynamo České Budějovice | návrat z hostování |

| Odchody |          |                 |     |                    |                           |
| Poz.    | Nár.     | Hráč            | Věk | Kam odešel         | Typ                       |
| Z       | Česko    | Lukáš Kalvach   | 29  | Qatar SC           | přestup                   |
| Z       | Brazílie | Cadu            | 27  | Ferencvárosi TC    | přestup                   |
| Z       | Česko    | Roman Květ      | 27  | FCV Dender EH      | změna hostování v přestup |
| Z       | Česko    | Alexandr Sojka  | 22  | FC Hradec Králové  | přestup                   |
| Ú       | Brazílie | Ricardinho      | 24  | Kairat Almaty      | hostování                 |
| Ú       | Francie  | Idjessi Metsoko | 23  | FC Spartak Trnava  | hostování                 |
| B       | Česko    | Viktor Baier    | 20  | FC Blau-Weiss Linz | hostování                 |
| O       | Česko    | Václav Míka     | 25  | FC Tatran Prešov   | hostování                 |
| Ú       | Česko    | Daniel Vašulín  | 27  | SK Sigma Olomouc   | hostování                 |
| Z       | Česko    | Pavel Šulc      | 24  | Olympique Lyon     | přestup                   |

### B-tým
Soupiska rezervního týmu, který nastupuje v ČFL
| # | Pozice | Hráč              |
| - | ------ | ----------------- |
|   | B      | Jan Sutr          |
|   | B      | Jiří Vlček        |
|   | O      | Martin Doubek     |
|   | O      | Pavel Dvořák      |
|   | O      | Mitchell Ejedegba |
|   | O      | Dominik Fišer     |
|   | O      | Dominik Šustr     |
|   | O      | Alex Zarzycký     |
|   | Z      | Petr Falout       |
|   | Z      | Filip Lörincz     |

| # | Pozice | Hráč             |
| - | ------ | ---------------- |
|   | Z      | Jindřich Nováček |
|   | Z      | Jan Novák        |
|   | Z      | Daniel Suchý     |
|   | Z      | Martin Šot       |
|   | Ú      | Pavel Hašek      |
|   | Ú      | Šimon Planeta    |
|   | Ú      | Adam Šmíd        |
|   | Ú      | Adam Štauber     |
|   | Ú      | Viktor Vilímek   |

## Účast klubu v evropských pohárech

### Liga mistrů UEFA
Kvalifikace
- 2011/12 (postup do základní skupiny)
- 2013/14 (postup do základní skupiny)
- 2015/16 (vyřazení ve 3. předkole)
- 2016/17 (vyřazení ve 4. předkole)
- 2017/18 (vyřazení ve 3. předkole)
- 2019/20 (vyřazení ve 2. předkole)
- 2022/23 (postup do základní skupiny)

Základní skupina
- 2011/12 (postup do play-off Evropské ligy)
- 2013/14 (postup do play-off Evropské ligy)
- 2018/19 (postup do play-off Evropské ligy)
- 2022/23

### Evropská liga UEFA
Kvalifikace
- 2010/11 (vyřazení ve 3. předkole)
- 2012/13 (postup do základní skupiny)
- 2014/15 (vyřazení ve 3. předkole)
- 2015/16 (postup do základní skupiny)
- 2019/20 (vyřazení ve 3. předkole)

Základní skupina
- 2012/13 (postup do play-off)
- 2016/17 (vyřazení po 3. místě v základní skupině E)
- 2017/18 (postup do play-off)

Play-off
- 2011/12 (vyřazení v šestnáctifinále)
- 2012/13 (vyřazení v osmifinále)
- 2013/14 (vyřazení v osmifinále)
- 2017/18 (vyřazení v osmifinále)
- 2018/19 (vyřazení v šestnáctifinále)
- 2024/25 (vyřazení v osmifinále)

### Pohár vítězů pohárů
- 1971/72 (vyřazení v 1. kole/šestnáctifinále)

### Zápasová bilance
Tabulka aktuální k 29. srpnu 2015.
| Soutěž                                | Z  | V  | R | P  | VG | OG | GR  | Úsp % |
| ------------------------------------- | -- | -- | - | -- | -- | -- | --- | ----- |
| Liga mistrů UEFA – kvalifikace        | 14 | 13 | 0 | 1  | 40 | 15 | +25 | 92,85 |
| Liga mistrů UEFA – základní skupina   | 12 | 2  | 2 | 8  | 10 | 28 | -18 | 22,22 |
| Evropská liga UEFA – kvalifikace      | 12 | 7  | 2 | 3  | 22 | 12 | +10 | 58,33 |
| Evropská liga UEFA – základní skupina | 6  | 4  | 1 | 1  | 11 | 4  | +7  | 72,22 |
| Evropská liga UEFA – play-off         | 10 | 4  | 3 | 3  | 14 | 13 | +1  | 50,00 |
| Pohár vítězů pohárů                   | 2  | 0  | 0 | 2  | 1  | 7  | –6  | 0,00  |
| Celkem                                | 56 | 30 | 8 | 18 | 98 | 79 | +19 | 53,57 |

### Rekordy
- Nejvyšší výhra: FC Viktoria Plzeň – Ruch Chorzów 5–0 (3. předkolo Evropské ligy 2012/13)
- Nejvyšší prohra: Bayern Mnichov – FC Viktoria Plzeň 6–1 (1. kolo/šestnáctifinále Poháru vítězů pohárů 1970/71) a Bayern Mnichov – FC Viktoria Plzeň 5–0 (základní skupina D Ligy mistrů 2013/14)
- Nejúspěšnější střelci: Marek Bakoš a Daniel Kolář – 13 gólů

## Úspěchy A–týmu
| Domácí medaile (11) |
| - Československá nejvyšší fotbalová soutěž - – SK Viktoria Plzeň: 1932/33 - Česká nejvyšší fotbalová soutěž (6× vítěz) - – FC Viktoria Plzeň: 2010/11, 2012/13, 2014/15, 2015/16, 2017/18, 2021/22 - – FC Viktoria Plzeň: 2013/14, 2016/17, 2018/19, 2024/25 - – FC Viktoria Plzeň: 2011/12, 2022/23, 2023/24 - Český fotbalový pohár (2× vítěz) - – TJ Škoda Plzeň: 1970/71; FC Viktoria Plzeň: 2009/10 - Český Superpohár (2× vítěz) - – FC Viktoria Plzeň: 2011, 2015 |
| Menší úspěchy |
| - Perleťový pohár (2× vítěz) - – TJ Škoda Plzeň: 1986; FC Viktoria Plzeň: 1997 |

## Kronika klubu
Zdrojem pro následující tabulku je kniha Pavla Hochmana Stoletá cesta k titulu (viz literatura).

### Souhrn působení
- 50 ročníků v 1. lize (neodehraný ročník 1944/45 a neoficiální soutěž z podzimu 1948 se nezapočítávají)
- 29 ročníků v 2. lize
- 1 ročník v krajském přeboru
- 9 ročníků v různých nižších soutěžích před rokem 1945 (obdoba 2. ligy či divize)

## Známí hráči
| - Vladimír Bína - Vladimír Hönig - Vladimír Perk - Josef Šnajdr - Jiří Lopata - František Čaloun - František Plass - Stanislav Štrunc - Ivan Bican - Josef Čaloun - Jiří Sloup - Miloslav Paul |  | - Daniel Šmejkal - Pavel Nedvěd - Petr Čech - Pavel Horváth - Jan Rezek - Jan Lecjaks - Petr Jiráček - Václav Pilař - Vladimír Darida - Marek Bakoš - David Limberský - Jan Kovařík |  | - Daniel Kolář - Milan Petržela - Roman Hubník - Michal Ďuriš - Radim Řezník - František Rajtoral - Patrik Hrošovský - Matúš Kozáčik - Lukáš Hejda - Jean-David Beauguel - Matěj Vydra |